# Phoradendron fonsecanum
Phoradendron fonsecanum är en sandelträdsväxtart som beskrevs av Kuijt. Phoradendron fonsecanum ingår i släktet Phoradendron och familjen sandelträdsväxter. Inga underarter finns listade i Catalogue of Life.